# Malleret-Boussac
Malleret-Boussac – miejscowość i gmina we Francji, w regionie Nowa Akwitania, w departamencie Creuse.
Według danych na rok 1990 gminę zamieszkiwało 268 osób, a gęstość zaludnienia wynosiła 11 osób/km² (wśród 747 gmin Limousin Malleret-Boussac plasuje się na 379. miejscu pod względem liczby ludności, natomiast pod względem powierzchni na miejscu 256.).